# Tranvía de Baracaldo
El tranvía de Baracaldo será una línea tranviaria operada previsiblemente por una empresa privada, que unirá, en un trazado de 9 km, los barrios de Ansio, Santa Teresa, Zuazo, Artegabeitia, Retuerto, Luchana y Desierto. Conectará en la estación de Urbinaga, en Sestao, con la línea de tranvía UPV - Lejona - Urbinaga, con la Línea 2 del Metro de Bilbao y con las líneas C-1 y C-2 de Renfe Cercanías Bilbao. Además, en las estaciones de Bagatza y Ansio el tranvía corresponderá con la Línea 2 del Metro de Bilbao.
El municipio de Baracaldo, segundo municipio de Vizcaya en términos de población, presenta carencias de transporte en sus barrios, que están alejados de las estaciones de Metro Bilbao y Renfe Cercanías. El municipio pretende cubrir parte de esta carencia con la implantación del tranvía. Hasta entonces, se pondrá en marcha una línea de autobús urbano, bajo la marca Kbus.

## Historia

Plano del proyecto del Tranvía de Baracaldo.

El proyecto de tranvía en Baracaldo fue presentado por una plataforma vecinal en 2007 al Gobierno Vasco, pero este lo rechazó debido al alto coste que supondría. En 2009, tras el cambio de gobierno, el nuevo ejecutivo aceptó el proyecto. En noviembre de 2009 se anunció el proyecto definitivo con algo más de 6 kilómetros y 13 paradas, más otras 3 en Sestao para enlazarlo con la estación de Urbinaga; con un presupuesto aproximado de 70 millones de euros.
El proyecto inicial consistía en una línea tranviaria circular, de 9 km de longitud y 17 paradas, que unían los barrios periféricos del municipio, así, la línea conectaría los barrios más alejados del transporte ferroviario y la zona de actividad comercial (MegaPark Barakaldo) e industrial (Parque Industrial de Beurko Viejo) con Metro Bilbao y Renfe Cercanías. El 17 de marzo de 2011 se anunció un cambio en el recorrido del tranvía, que pasaría a discurrir por los barrios de San Vicente y Santa Teresa en lugar de circular por la ribera del río Galindo donde sitúa el Parque Industrial de Beurko Viejo.
La línea se encuentra actualmente en fase de estudio informativo.